# 又一城警民衝突
又一城警民衝突，是有市民回應科大生周梓樂墮樓不治、加上傳出有少女疑遭警強姦成孕需墮胎消息，在2019年11月10日於全港多區進行「和你shop」。其中在又一城有大量警察衝入，與在場人士發生流血衝突和無差別追打市民，多人不適受傷。最後警方在傍晚6時半封鎖商場。事件中至少有9人被捕，期間有示威者及便衣警員受傷。

## 事件經過
下午約2時，有網民發起於商場進行「和你Shop」行動，在商場遊走。期間十多名示威者在美心集團旗下餐廳噴上抗議字句，隨即離開。防暴警察在商場外近達之路出口及港鐵九龍塘站戒備。

### 發生流血衝突
下午4時半，三名便衣警員在美心集團旗下的千両外的溜冰場看台拘捕黑衣示威者，其後被示威者包圍，有示威者向便衣警員投擲雜物。現場人士則不斷要求便衣警員出示委任證，惟遭拒絕，更有警員表明「呢個時候唔需要」，引起其他在場的市民不滿。其後有人向便衣警察投擲垃圾桶，警員面部受傷，混亂期間再有人被全身穿著黑色衣服的「喬裝警員」拘捕。
一批手持長槍的防暴警察之後趕到，制服多名示威者，行動期間有至少一名黑衣男子被防暴警員壓在地上制服時後受傷，其後用警棍不停毆打，頭破血流，毫無知覺。商場多處地下留有血迹。亦有便衣警員眼部被打傷流血。救護員其後到場，為傷者急救。有遊人拍攝到防暴警察在運行中的扶手電梯用警棍毆打及推撞使用扶手電梯的人士，險象橫生。防暴警察也多次舉起胡椒噴劑，要求記者及圍觀者後退，並制服另外幾名黑衣人。

### 警員發射胡椒球彈清場

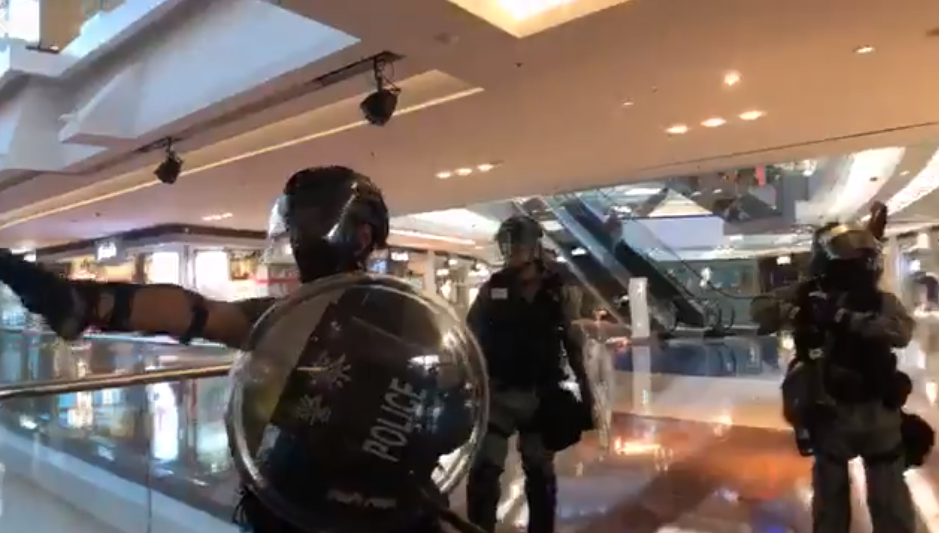
防暴警員在商場進行清場，要求市民和記者離開

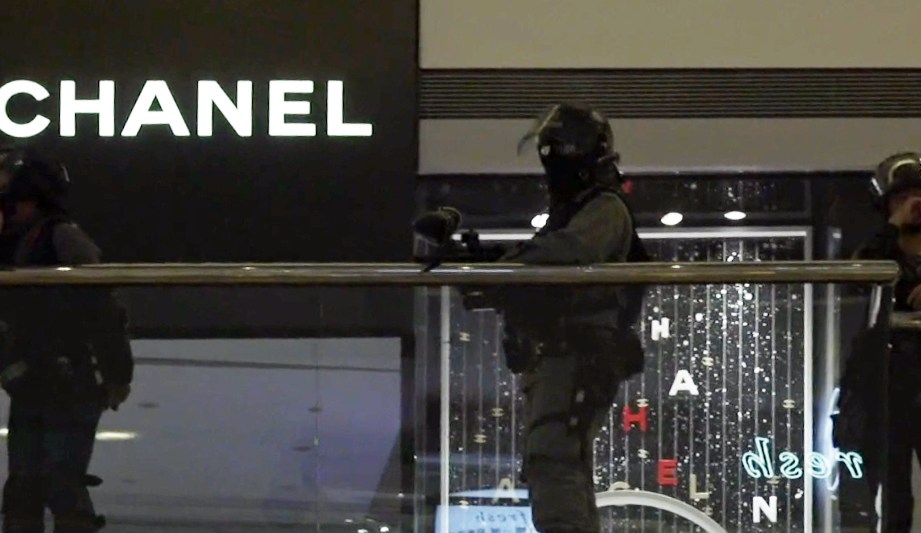
防暴警員在商場內發射胡椒球彈清場

下午5時，警員宣布商場關閉，要求所有人離開商場，在商場內不斷驅趕人群和在高位發射胡椒球彈，有人眼睛不適。最後在傍晚6時半封鎖商場。商場突然宣佈提早關門，加上三樓位置烏燈黑火，有記者欲上前了解時，卻被不知名人士拉扯，又被人以胡椒噴劑近距離指嚇。最終記者被不知名人士驅離商場，隨後商場大門被鎖上，但隔著玻璃窗往商場內望，卻發現不知明人士仍在商場徘徊，不知作甚。引起有人關注商場內的傷者人數及情況，會否出現太子站襲擊事件翻版。

### 深夜傳有人受傷

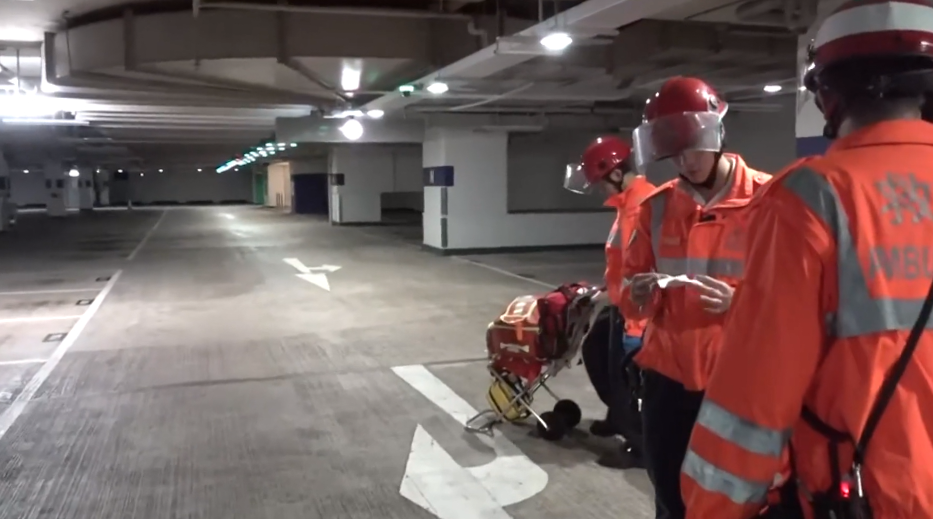
救護員接報指商場內有人受傷，在停車場搜索

晚上約11時，救護員接報指商場內有人受傷，記者尾隨進入商場，地下仍有血跡。但救護員找不到傷者。而商場保安員多次指示記者離開。到11月11日凌晨零時左右，數名救護員進入又一城搜索受傷人士。期間在梯間發現已乾涸的血跡，但未能確定是否跟示威活動有關。最終救護人員沒有找到任何傷者。

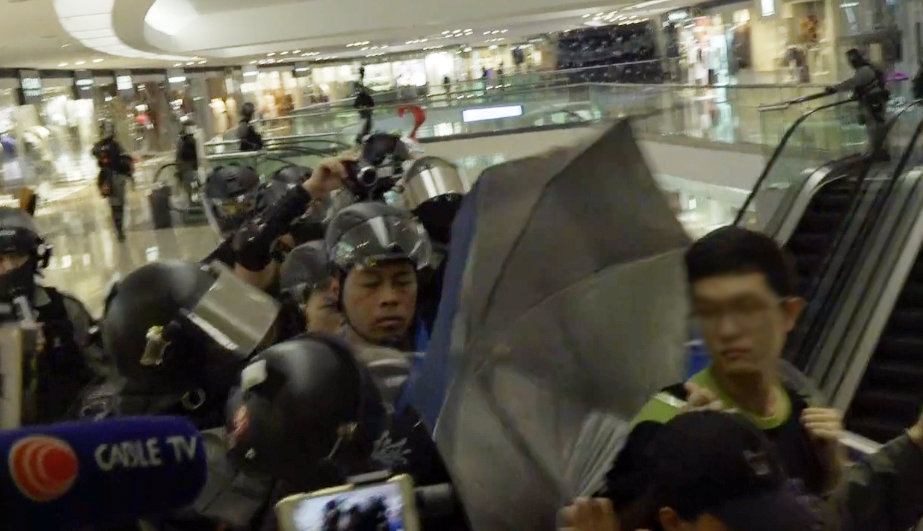
警員清場時破壞商場遊人手持的雨傘
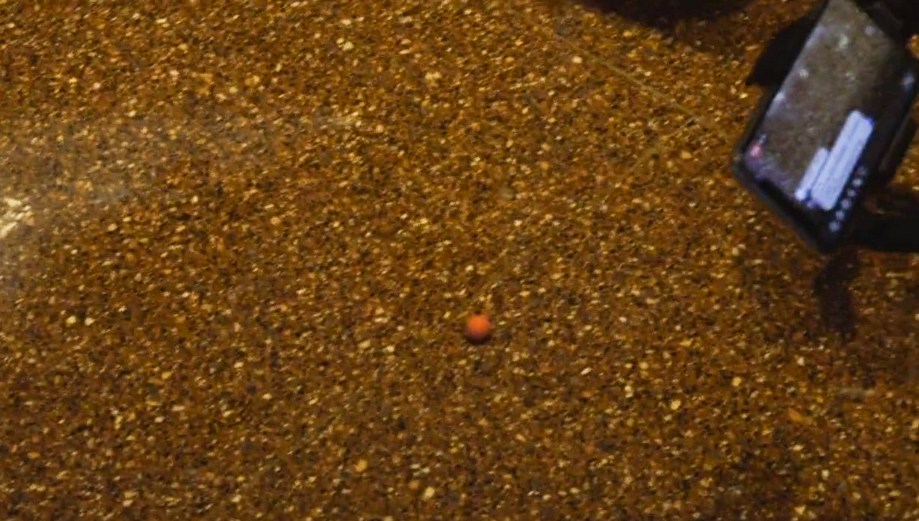
商場留下警員發射的胡椒球彈
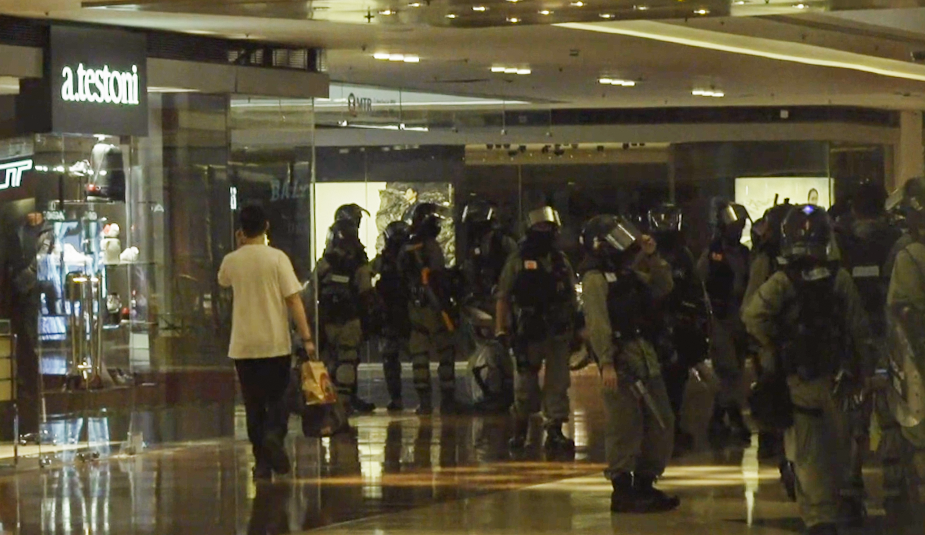
傍晚6時半商場被封鎖，大量防暴警察在場
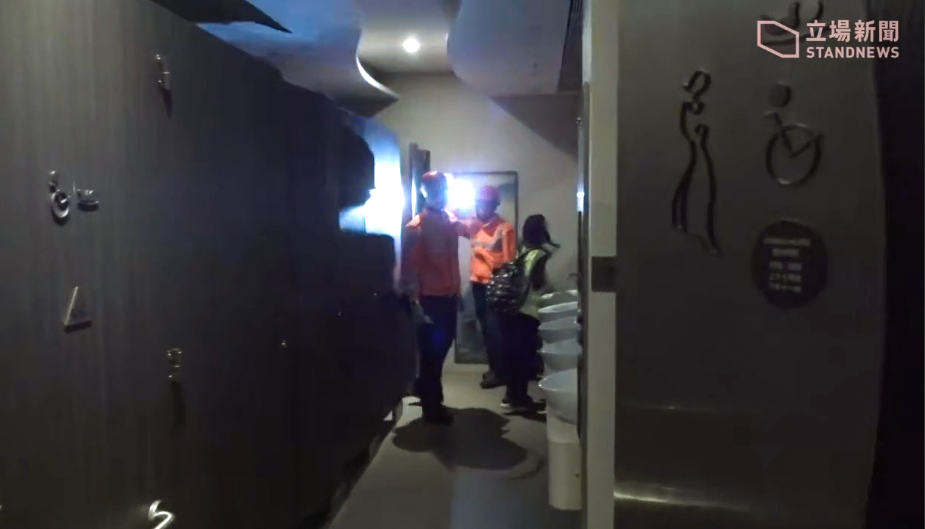
晚上約11時，又一城救護員接報指商場內有人受傷，記者尾隨進入商場，但救護員找不到傷者
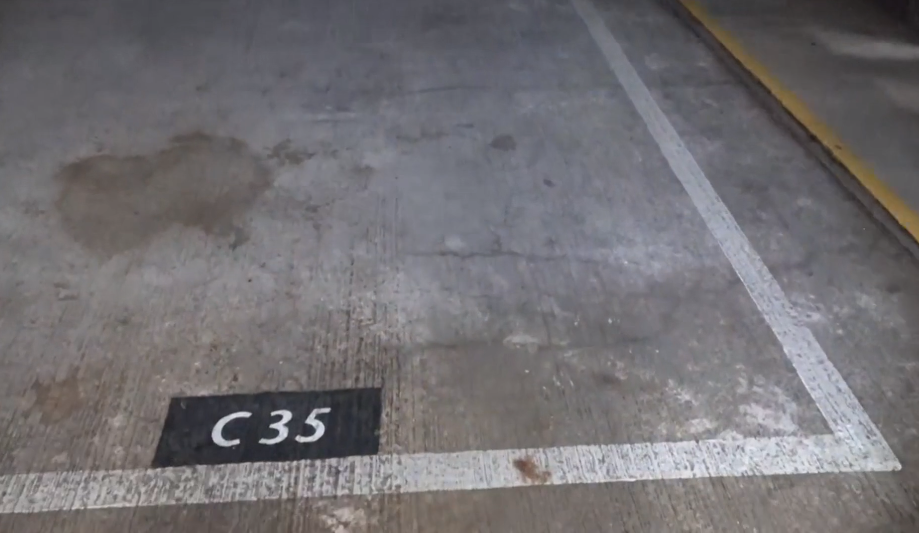
地面發現已乾涸的血跡

## 影響

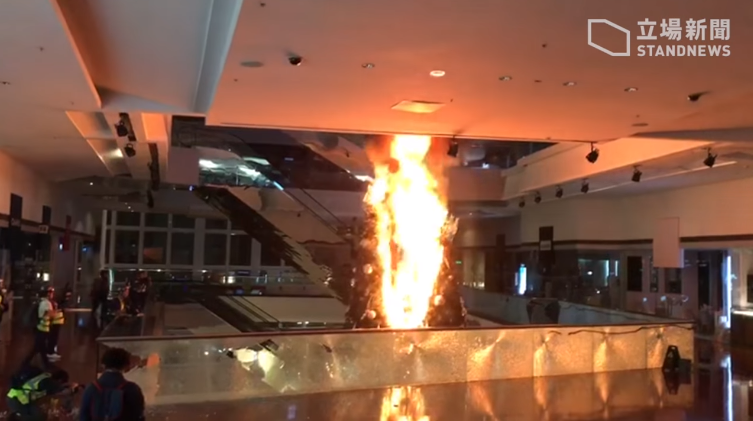
11月12日晚上，黑衣人晚上闖入商場，「快閃」打碎商場內的玻璃，又向商場聖誕樹投擲汽油彈，引起大火

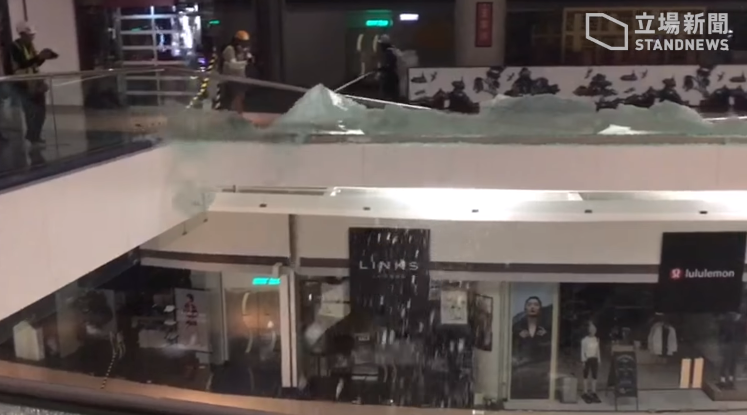
11月13日晚上，黑衣人再度到商場，G層整條玻璃圍欄被破壞

部份示威者不滿又一城於11月10日容許警員入內拘捕示威者，儘管又一城聲稱當日是防暴警察自行闖入消防通道，12日晚上仍遭一批示威者進入商場打破玻璃，商場內的聖誕樹連續三日遭焚燒，導致商場最快要 2020 年首季才能重開，停業期間豁免租戶租金。評級機構穆迪指又一城佔豐樹北亞商業信託的六成收入，長期停業難免會影響公司營運，因此將豐樹北亞商業信託信貸評級展望由穩定改為負面。
2020年1月16日，又一城重新開放，損壞的玻璃被換成白色鐵欄。商場內多條扶手電梯仍然停止運作，而溜冰場亦沒有營業。

## 警方回應
警方事後發聲明指，暴力示威者在多區聚集，並破壞多個商場內店舖和設施，其中在又一城商場有示威者破壞商舖，警方隨即派員制止罪案發生，「更有暴徒襲擊警務人員，搶走犯人。警方現正進行拘捕行動。」

## 拘捕和審訊
2020年4月1日，一名35歲餐廳男經理暨股東涉嫌協助兩人逃脫而襲警被捕。控方於西九龍裁判法院修訂及新增控罪，被告面對共五項襲擊5名警務人員及兩項協助、教唆、慫使或促使合理羈押下逃離罪。主任裁判官羅德泉將案件押後至4月27日作轉介程序，期間被告續批保釋候訊。不過條件嚴厲，包括50萬元現金、20萬元自簽及人事擔保金，每晚7時至翌晨9時的宵禁令及頒下禁足令，並不得踏足多個地區，包括油尖旺區、中西區及灣仔區，只有乘搭港鐵途徑相關地區及前往律師樓時則可獲豁免，同時不得離港。到2022年4月21日，區域法院暫委法官許肇強拒絕接納被告辯稱的不在場證據，同時拒接納5名警員的認人，加上閉路電視鏡頭太遠，像素亦太低，無法肯定白衣男子的樣貌是否與被告是同一人，裁定所有罪名不成立。
另外，警員當時到餐廳男經理的住所搜查期間，胞姊因被指用腳踢開及咬警長手臂，被裁定襲警罪成，判處監禁兩個月。女被告不服定罪提出上訴，到2022年8月29日高等法院頒下判辭，裁定被告上訴得直，撤銷原審定罪及判刑。判辭指出根據《警隊條例》及案例，警察不可以任意截查市民，不過涉事警長沒有說明理由便截停上訴人，認為做法明顯不符合法律要求。法官亦形容裁判官的裁決「淪於偏頗」，對上訴人極不公平。
相隔逾一年，律政司不服裁決，2023年5月11日以案件呈述方式提出上訴。根據司法機構網頁，案件暫未有聆訊日期。